# Thelypteris bakeri
Thelypteris bakeri là một loài thực vật có mạch trong họ Thelypteridaceae. Loài này được (Harr.) C.F. Reed miêu tả khoa học đầu tiên năm 1968.